# Ischnotarsia scapulata
Ischnotarsia scapulata är en skalbaggsart som beskrevs av Charles Coquerel 1851. Ischnotarsia scapulata ingår i släktet Ischnotarsia och familjen Cetoniidae. Inga underarter finns listade i Catalogue of Life.